# Aspergillus zhaoqingensis
Aspergillus zhaoqingensis är en svampart som beskrevs av Z.T. Qi & Z.M. Sun 1991. Aspergillus zhaoqingensis ingår i släktet Aspergillus och familjen Trichocomaceae.   Inga underarter finns listade i Catalogue of Life.